# ドアマン
『ドアマン』（The Doorman）は2020年のアメリカ合衆国のアクションスリラー映画。監督は北村龍平、出演はルビー・ローズとジャン・レノなど。ニューヨークの歴史ある高級アパートを舞台に、元軍人のドアマンの女性と強盗団との戦いを描いている。

## ストーリー
優秀な女性海兵隊員のアリは、要人とその家族の警護に失敗して死なせ、自責の念から除隊した。ニューヨークに戻ったアリは、食うために高級マンションのドアマンの職を得た。
このビルは改装中で、イースターの週末は二世帯を除き無人だった。
そのうちの一世帯が、亡姉の夫ジョンと、その子供たちだと知るアリ。
残る一世帯に強盗団が押し入った。この家の主の老人は、大戦中に東ドイツからレンブラントなどの名画を盗んだ男だった。しかし認知症の老人は名画を隠したことを忘れ、部屋を移動していた。老人のかつての住居は、ジョン一家の部屋だった。
ジョンの部屋を襲い、一家を拘束して名画を探す強盗団。
それを知ったアリは、広いマンション内で孤軍奮闘、命がけでジョン一家を救出し、強盗団を駆逐して事件を解決するのだった。

## キャスト
※括弧内は日本語吹替
- アリ: ルビー・ローズ（小松由佳） - 元海兵隊員のドアマン。
- ヴィクトル・デュボワ: ジャン・レノ（菅生隆之） - 強盗団のリーダー。
- マルティネス: ルイス・マンディロア - 強盗団のメンバー。金庫破り。
- ジョン・スタントン: ルパート・エヴァンス（水越健） - アリの亡き姉の夫。アリの元恋人。
- ボルス: アクセル・ヘニー（河合みのる） - アリの先輩ドアマン。強盗団のメンバー。
- ハマー: デヴィッド・サクライ（英語版） - 強盗団のメンバー。
- パットおじさん: フィリップ・ウィットチャーチ（英語版） - アリにドアマンの仕事を紹介したおじ。
- マックス・スタントン: ジュリアン・フェーダー - ジョンの息子。
- レオ: 伊藤英明[3]（望月英） - 強盗団のメンバー。
- オルセン: ジェイミー・サッタースウェイト - 警官。強盗団のメンバー。
- リリー・スタントン: キラ・ロード・キャシディ - ジョンの娘。マックスの妹。

## 製作
2019年2月、同年4月に撮影が始まる本作の主役にルビー・ローズが決定されたことが発表された。同年5月には、本作が製作中であり、ジャン・レノ、ルパート・エヴァンス、アクセル・ヘニー、ジュリアン・フェダー、伊藤英明、そしてデビッド・桜井がキャストに加わったことが発表された。2020年2月、本作におけるローズたちの劇中シーンがオンライン上で公開された。

## 作品の評価
Rotten Tomatoesによれば、批評家の一致した見解は「アクションファンの皆さん、わざわざノックしないで。『ドアマン』は、より優れた映画をほろ苦く思い起こさせるような、ありふれた陳腐なお決まりの作品の数々へと導くだけである。」であり、29件の評論のうち高評価は24%にあたる7件で、平均点は10点満点中4.2点となっている。
Metacriticによれば、4件の評論のうち、高評価は1件、賛否混在は2件、低評価は1件で、平均点は100点満点中41点となっている。